# Rennell Sound
Rennell Sound is een sound of baai in het westen van Brits-Columbia in Canada.

## Geografie
De sound ligt in de eilandengroep Haida Gwaii en snijdt met een lengte van 29 kilometer in op de westkust van Grahameiland. In het westen mondt de sound uit in de Grote Oceaan.
Het waterlichaam ligt in de mariene ecoregio Noord-Amerikaans Pacifisch Fjordland.